# Neoseiulella ashleyae
Neoseiulella ashleyae är en spindeldjursart som först beskrevs av Chant och Yoshida-Shaul 1989.  Neoseiulella ashleyae ingår i släktet Neoseiulella och familjen Phytoseiidae. Inga underarter finns listade i Catalogue of Life.